# Juana Lumerman
Juana Lumerman (1905–1982, Buenos Aires, Argentina) là một nghệ sĩ thị giác vẽ theo cả hai phong cách tượng trưng và trừu tượng.
Lumerman tốt nghiệp với bằng cử nhân vào năm 1935 tại Học viện Mỹ thuật Quốc gia ở Buenos Aires. Lumerman đã học ở đó với các giáo viên được đào tạo tại Châu Âu bao gồm Aquiles Badi nổi tiếng với các khuynh hướng xây dựng và siêu hình học của ông Emilio Centurion được biết đến với chỉ huy về khối lượng và hình thức của ông, cũng như với Carlos Ripamonte một họa sĩ của một thế hệ trước được biết đến với công việc của ông một tĩnh mạch ấn tượng.
Năm 1936, Lumerman giành giải nhất trong Phòng Thẩm mỹ nữ tính VI ở Buenos Aires. Trong một bài luận năm 1993, sử gia nghệ thuật Cesar Magrini gợi lên giai đoạn và mô tả Lumerman là "... một nhà tiên phong và là một nhà thám hiểm những con đường mới. Đó là những năm mà người ta có thể đếm trên ngón tay của một bàn tay những người phụ nữ được phép sơn, mô hình hoặc điêu khắc mà không bị coi là một sự hư hỏng. "
Vào đầu những năm 1940, Juana Lumerman đã trưng bày bức tranh của mình ở Buenos Aires với một nhóm hỗn hợp những người bạn đồng hành của mình. Năm 1941, Bảo tàng Nghệ thuật Quận Los Angeles đã mời một số nghệ sĩ Argentina đại diện cho đất nước của họ trong một cuộc triển lãm ở Mỹ; nhóm gồm có Lino Enea Spilimbergo, Raquel Forner, Ramón Gomez Cornet, Antonio Berni, Emilio Pettoruti và Juana Lumerman.
Năm 1945, Juana Lumerman đã dành một năm triển lãm, đi du lịch và làm việc tại Brazil. Trong suốt sự nghiệp của Lumerman, những hình ảnh năng động của lễ hội, bóng đá và tango đã được dùng làm điểm đối với các chủ đề tĩnh hơn, mang tính siêu hình, cảnh quan đô thị và cuộc sống vẫn còn trong bức tranh của cô.
 Năm 1948, Juana Lumerman đến Washington, DC để tham gia một chương trình khác và sau đó lưu diễn tại Mỹ. Vào năm 1950, nghệ sĩ đã đi đến miền bắc Argentina, nơi phần lớn trí thức của Buenos Aires đã suy giảm trong một nỗ lực để tránh những hạn chế về thẩm mỹ thị giác của Juan Perón.
Mặc dù chuyến du lịch đến Brazil và các tỉnh phía bắc đầy màu sắc của Argentina, bảng màu của Lumerman có xu hướng mát mẻ và ảm đạm. Các nghệ sĩ thường vẽ kích thước giá vẽ hoạt động trong dầu trên tàu hoặc vải sử dụng một phong cách tượng trưng lỏng lẻo đáng chú ý cho tính lưu loát của nó xử lý sơn dòng và khéo léo.
Trong một bài báo năm 1952, tạp chí mỹ thuật Anh "The Studio" đặt tên Juana Lumerman, Raquel Forner và  Mane Bernardo là ba người phụ nữ chủ chốt trong cảnh nghệ thuật thị giác của Argentina.
 Có thể do sự lựa chọn (?), Juana Lumerman hiếm khi xuất hiện trong những năm tiếp theo, với ngoại lệ đáng chú ý là một chương trình solo tại Van Riel Gallery năm 1967 và 1968 Salon Estimulo uy tín với các bậc thầy người Argentina và các nghệ sĩ đương đại như Carlos Alonso, Juan Carlos Castagnino, Riganelli, Policastro, Carlos Ripamonte Berni và Raúl Soldi. Trong một cuộc phỏng vấn của tờ báo năm 1978, nhà phê bình nghệ thuật Hugo Monzon trích dẫn Juana Lumerman nói: "Tôi luôn làm việc. Tôi ước gì bây giờ mọi người có thể biết những điều của tôi, để phá vỡ một cách khiêm tốn.
Juana Lumerman vẽ trong studio của cô trên Phố Paraguay ở trung tâm thành phố Buenos Aires cho đến khi cô qua đời vào năm 1982.